# いつか (Saucy Dogの曲)
「いつか」は、日本のロックバンド・Saucy Dogの楽曲。2017年5月24日にリリースされた自身の1stミニアルバム『カントリーロード』に収録されている。自身の代表曲の一つである。

## 概要
本楽曲は自身の1stミニアルバム『カントリーロード』の収録曲の1つとなっている。
本楽曲の歌詞に登場する「田和山の無人公園」というフレーズは、石原慎也の学生時代にゆかりのある島根県の松江市にある田和山東広場公園がモデルである。
2021年10月15日22時に「THE FIRST TAKE」にて石原が出演し本楽曲を披露した映像がYouTubeにブレミア公開された。

## 評価
音楽ライターの森朋之は冒頭の歌詞を「“坂道”や“暗がり”などの音の響きを活かしながら、情景が見えるように工夫することで生まれたフレーズ」と評価し、「歌が聴こえてきた瞬間にリスナーの頭の中で鮮やかな映像が広がり、曲の世界にグッと引き込む。この吸引力こそが、「いつか」の強さだろう」と述べた。

## チャート成績
2021年10月15日の「THE FIRST TAKE」で本楽曲を披露したことが影響し、2021年11月3日付のBillboard Japan Hot 100で95位を記録。自身初となるTOP100入りを達成した。
2022年3月2日に本楽曲のストリーミング累計再生回数が1億回を突破し、自身初となるストリーミング1億回再生突破楽曲となった。
2022年12月時点で、本楽曲のストリーミング累計再生回数は2.1億回を突破している。

### 認定とセールス
|                                | 認定 (RIAJ) | 売上/再生回数      |
| ------------------------------ | ----------- | ------------------ |
| ダウンロード                   | 未公表      | -                  |
| ストリーミング                 | 未公表      | 100,000,000 回再生 |
| *認定のみに基づく売上/再生回数 |             |                    |

## ミュージックビデオ
2016年12月27日にミュージックビデオが公開された。監督、撮影、及び編集はカメラマンであるリュウが担当しており、Saucy Dogのメンバー達が出演している。撮影は福島県の猪苗代湖周辺で行われた。

## タイアップ
- ABEMA『ABEMA Prime』3月度エンディングテーマ[12]